# Sponda (mjesec)
Sponda (također Jupiter XXXVI) je prirodni satelit planeta Jupiter. Retrogradni nepravilni satelit iz grupe Pasiphae s oko 2 kilometra u promjeru i orbitalnim periodom od 771.604 dana.